# Nils Heinrich

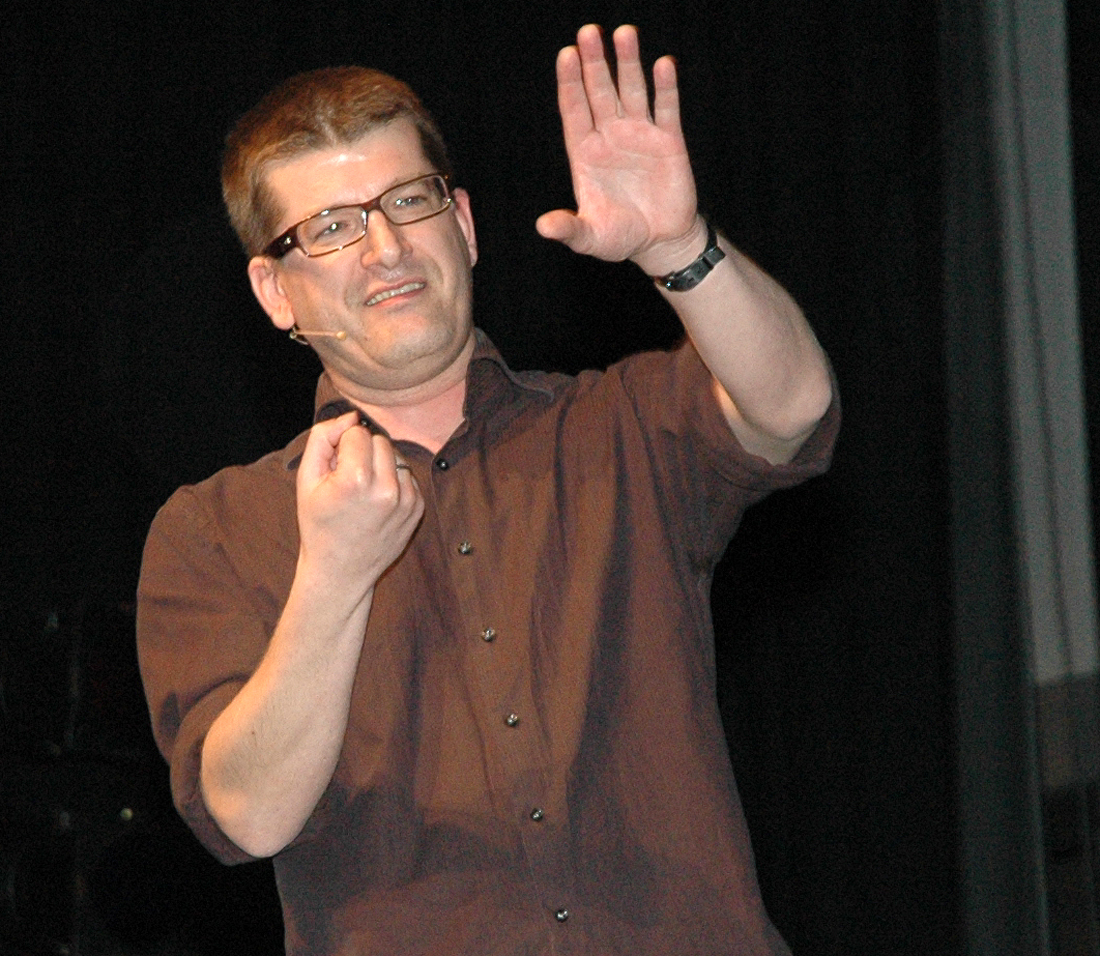
Nils Heinrich bei seinem Auftritt auf der Internationalen Kulturbörse in Freiburg 2012

Nils Heinrich (* 24. August 1971 in Sangerhausen) ist ein deutscher Kabarettist.

## Werdegang
Nils Heinrich wurde 1971 in Sangerhausen (damals Bezirk Halle, heute Sachsen-Anhalt) geboren und absolvierte zunächst eine Konditorlehre und leistete Zivildienst. Nach Auftritten auf Lesebühnen und bei Poetry Slams gründete Nils Heinrich 2003 mit anderen Autoren die Lesebühne Die Brauseboys in Berlin-Wedding, der er bis 2006 angehörte.
Von Dezember 2013 bis Februar 2017 war er im WDR2-Radio mit einer wöchentlichen Glosse zu aktuellen politischen und gesellschaftlichen Themen zu hören. Er löste dabei nach dreizehn Jahren Volker Pispers auf diesem Sendeplatz ab. Bis zum Ausbruch der COVID-19-Pandemie im Jahr 2020 und der diesbezüglichen Umstellung des Abendprogramms war er oft mit einer Glosse auf ndr info zu hören.
Von Februar 2021 bis Februar 2022 veröffentlichte er mit dem Schauspieler und Kabarettisten Frank Smilgies („Ulan und Bator“) den wöchentlichen Podcast "ALTE NICE MÄNNER". 
Ab Mai 2023 bis September 2024 hatte er den Podcast „Positiv am Pushen“, den er zusammen mit seinen Kollegen Thomas Nicolai und Stefan Danziger (Folge 27 bis 29) unterhielt.  
Er lebt mit seiner Frau und zwei Kindern in Berlin.

## Veröffentlichungen (Auswahl)
- Provinz Berlin. Geschichten. (mit Frank Sorge, Robert Rescue, Volker Surmann und Heiko Werning) Satyr-Verlag, Berlin 2005, ISBN 3-938625-04-X
- Unkuschelbar. CD, Blue Cat Print & Music 2007, ISBN 978-3-938625-43-9
- Vitamine sind die Guten. Geschichten. Satyr-Verlag, Berlin 2009, ISBN 978-3-938625-33-0
- Als ich ein FDJler war – Eine Kreisstadtjugend mit Systemwechsel. Live in Sangerhausen. Hörbuch/CD, Kennen/Rough Trade 2010, ISBN 978-3-938705-70-4
- Die Abgründe des Nils. Live und Studio. CD, Kennen/Rough Trade 2010, ISBN 978-3-938705-63-6
- Weiss Bescheid. CD, Kennen/Rough Trade 2011
- Irgendwo muss man ja wohnen. Carlsen, Hamburg 2012, ISBN 978-3-551-68188-1
- Wir hatten nix, nur Umlaute – Meine Kreisstadtjugend mit Systemwechsel. rororo, Reinbek bei Hamburg 2013, ISBN 978-3-499-62963-1
- Mach doch 'n Foto davon! CD, Random House Audio 2015, ISBN 978-3-8371-3215-1
- Sei froh, dass du nicht Joghurt heißt. SATYR Verlag 2016, ISBN 9783944035710
- Wir heißen hier alle Ronny, auch die Jungs. Eulenspiegel Verlag 2021, ISBN 978-3-359-03001-0

## Auszeichnungen
- 2007: Swiss Comedy Award
- 2009: Jurypreis des Comedy Club Bremen
- 2010: Goldener Rostocker Koggenzieher (Jury- und Publikumspreis)
- 2010: Das Schwarze Schaf vom Niederrhein[2]
- 2011: Kleinkunstpreis Baden-Württemberg
- 2011: Salzburger Stier
- 2014: sPezialist – der Publikumspreis von "Desimos Speziel Club Hannover"
- 2016: Mindener Stichling
- 2021: Silberner Rostocker Koggenzieher sowie Publikumspreis
- 2021: Belziger Bachstelze (Herren-Bachstelze)
- 2023: Niederkasseler Kabarettpreis, 2. Platz